# Oswald Demuth
Oswald Demuth (také Osvald Demuth, 12. září 1936 — 15. září 1988 Praha) byl český matematik, specializující se na teorii vyčíslitelnosti a intuicionistickou logiku, významný je především jeho výzkum rekurzivních funkcí.
Vycházel z ruské školy konstruktivní matematiky. Je autorem řady článků, publikujících jeho výsledky z oboru rekurzivní analýzy. Působil též téměř až do smrti jako pedagog na MFF UK. Měl těžké znetvořující tělesné postižení.[zdroj⁠?!]